# Fran Horowitz
Fran Horowitz-Bonadies (* 1964) ist eine US-amerikanische Geschäftsfrau. Seit 1. Februar 2017 ist sie CEO der Abercrombie & Fitch Co.

## Leben

### Ausbildung
Horowitz machte ihren Abschluss am Lafayette College und ihren MBA an der Universität Fordham.

### Arbeitsleben
Am 20. Oktober 2014 wurde Horowitz Corporate President der Marke Hollister. Später wurde Horowitz Corporate President und Chief Merchandising Officer bei Abercrombie & Fitch.
Horowitz hat mehrere Jahre Erfahrung im Einzelhandel. Sie hatte leitende Positionen bei Ann Taylor Loft und Express, Inc. Sie arbeitete auch 13 Jahre lang für Bloomingdale’s. Ihre Karriere begann sie bei Bergdorf Goodman, Bonwit Teller und Saks Fifth Avenue.
Horowitz ersetzte Michael Jeffries, der im Dezember 2014 nach mehr als zwei Jahrzehnten an der Spitze das Unternehmen Abercrombie & Fitch verlassen hat. Mit der Verabschiedung Jeffries wurde der Wandel bei der ehemaligen Kultmarke eingeleitet.